# Ferdinand Marian
Ferdinand Marian (de son vrai nom Ferdinand Haschowec) est un acteur autrichien né le 14 août 1902 à Vienne dans l'Empire austro-hongrois et mort le 7 août 1946 à Dürneck en Allemagne.

## Biographie
Né d'un père musicien et d'une mère chanteuse, Ferdinand Haschkowetz débute dans les années 1920. En 1924, il obtient un premier contrat au théâtre de Graz. Il adopte Ferdinand Marian comme nom de scène. il travaille pour le Deutsches Theater de Berlin, au Bayerischen Staatstheater de Munich et sur toutes les plus grandes scènes allemandes où il obtient un très grand succès.
Ce n'est qu'en 1933 que Ferdinand Marian débute au cinéma dans un film de Curtis Bernhardt. Il campe ensuite notamment Rodolphe Boulanger dans Madame Bovary (1936) aux côtés de Pola Negri. Dans La Habanera (1937), du futur Douglas Sirk, il a pour partenaire Zarah Leander, la star montante du cinéma allemand.
Ferdinand Marian interprète ensuite toute une série de personnages antipathiques : le juge de paix Grandison qui combat les patriotes irlandais dans Grandison, le félon (1940) de Max W. Kimmich ; Cecil Rhodes, le colonisateur anglais dans Le Président Krüger (1941) aux côtés d'Emil Jannings. Son rôle de juif fourbe dans Le Juif Süss (1940) de Veit Harlan fait de lui une vedette du cinéma nazi. Il avait pourtant refusé une première fois le rôle, le jugeant contraire à ses opinions politiques (sa première femme, avec qui il a eu un enfant, était juive et il a caché chez lui, pour le protéger l'ex-mari juif de sa seconde femme), mais comme Joseph Goebbels insistait, il finit par céder en échange d'un cachet substantiel et de la pression exercée sur lui. En 1939, il déclare vouloir restituer « la figure d'un criminel au cynisme et à la perfidie réellement inexcusables ». Il reste fortement marqué par cette expérience traumatisante.
Après ce film, Ferdinand Marian s’adonne de plus en plus à la boisson mais poursuit cependant sa carrière. Il incarne entre autres : le comte Cagliostro dans Les Aventures fantastiques du baron Münchhausen en 1942 ; Don Juan dans Ein zug fährt ab, de Johannes Meyer, la même année ; le rôle-titre dans Tonelli en 1943… En 1945, il apparaît une dernière fois à l’écran, dans la production de Victor Tourjansky : Dreimal komödie.
Après la fin de la guerre, Ferdinand Marian n'a plus le droit de jouer à cause de son interprétation dans Le Juif Süss. N'étant néanmoins l'objet d'aucun procès, il rate une bonne occasion d'exposer publiquement ses remords. Il meurt le 7 août 1946, victime d’un accident de voiture, sur une route proche de Durneck. Il est enterré au cimetière du Nord de Munich.

## Filmographie
- 1933 : Le Tunnel (Der tunnel), réalisateur : Curtis Bernhardt avec Paul Hartmann
- 1936 : Ein hochzeitstraum, réalisateur : Erich Engel avec Theo Lingen
- 1936 : Die stimme des herzens, réalisateur : Carl Heinz Martin avec Geraldine Katt
- 1937 : Madame Bovary, réalisateur : Gerhardt Lamprecht avec Pola Negri
- 1937 : La Habanera, réalisateur : Douglas Sirk avec Zarah Leander
- 1938 : Nordlicht / Rivalen im Nordmeer, réalisateur : Herbert B. Fredersdorf avec René Deltgen
- 1939 : Morgen werde ich verhaftet – de Karl-Heinz Stoux avec Lissy Arna
- 1939 : Der vierte kommt nicht, réalisateur : Max W. Kimmich avec Werner Hinz
- 1940 : Le Juif Süss (jud Süß), réalisateur : Veit Harlan avec Kristina Söderbaum
- 1940 : Grandison, le félon (der fuchs von Glenarvon / der wolf von Glenarvon), réalisateur : Max W. Kimmich avec Olga Tschechowa
- 1940 : Aus erster ehe, réalisateur : Paul Verhoeven avec Erich Ponto
- 1941 : Le Président Krüger (Ohm Krüger), réalisateur : Hans Steinhoff avec Emil Jannings
- 1942 : Ein zug fährt ab, réalisateur : Johannes Meyer avec Lucie Englisch
- 1943 : Münchhausen / Les Aventures fantastiques du baron Munchhausen (Münchhausen / Baron Münchhausen), réalisateur : Joseph von Báky avec Hans Albers : Cagliostro
- 1942 : Reise in die vergangenheit, réalisateur : Hans H. Zerlett avec Hilde Hildebrand
- 1943 : Lumière dans la nuit (de) (Romanze in Moll), réalisateur : Helmut Käutner avec Marianne Hoppe
- 1943 : Tonelli, réalisateur : Victor Tourjansky avec Winnie Markus
- 1944 : In flagranti, réalisateur : Hans Schweikart avec Margot Hielscher
- 1944 : Freunde / Ehe in gefahr, réalisateur : E.W. Emo avec Attila Hörbiger
- 1944 : Die nacht der zwölf, réalisateur : Hans Schweikart avec Elsa Wagner
- 1945 : Das gesetz der liebe, réalisateur : Hans Schweikart avec Paul Hubschmid
- 1945 : Dreimal komödie / 3 x komödie / Liebeswirbel, réalisateur : Victor Tourjansky avec Margit Symo